# Voskhod 2
Voskhod 2 var en sovjetisk rummission. På denne mission blev den første rumvandring gennemført.

## Højdepunkter
Rumkapslen var udstyret med en sammenklappelig luftsluse. Denne blev foldet ud, da rumskibet var i kredsløb. Iført en rumdragt svævede Aleksej Leonov ud i rummet fra luftslusen, mens Pavel Beljajev forblev inde i rumskibet.
Leonov havde store problemer med at komme ind i luftslusen igen fordi rumdragten havde udvidet sig. Det lykkedes ham at komme indenfor ved at reducere trykket i dragten. Efterfølgende var der også problemer med at lukke rumkapslens luge. Der var også problemer med afkastningen af servicesektionen forud for nedstigningen og endelig landede rumkapslen i et utilgængeligt område i Ural bjergene og kosmonauterne måtte tilbringe natten i kapslen, omgivet af ulve, mens de ventede på redningsholdet.

## Besætning
- Pavel Beljajev – Chefpilot
- Aleksej Leonov – Pilot

Reservebesætning
- Jevgenij Zajkin – Chefpilot
- Jevgenij Khrunov – Pilot

## Kaldenavn
Алмаз (Almaz – "Diamant")

## Tid og sted
- Affyring: 18. marts 1965 kl.07:00:00 UTC, Bajkonur-kosmodromen LC1, 45° 55' 00" N – 63° 20' 00" Ø
- Start på rumvandring: 18. marts 1965 kl.08:34:51 UTC over den nordlige del af det centrale Afrika
- Afslutning af rumvandring: 18. marts 1965 kl.08:47:00 UTC over det østlige Sibirien
- Landing: 19. marts 1965 kl. 09:02:17 UTC, 59° 37' N, 55° 28' Ø
- Varighed: 1 dag 2 timer 2 minutter 17 sekunder
- Antal kredsløb: 17

## Nøgletal
- Masse: 5.682 kg
- Perigæum: 167 km
- Apogæum: 475 km
- Banehældning: 64,8°
- Omløbstid 90,9 minutter

## Efterskrift
Tegningen viser rumskibet med den udfoldede luftsluse. Det er en modificeret Vostok-kapsel, hvor de to sæder er drejet 90°. Derved havde kosmonauterne ingen mulighed for at slippe ud af kapslen i tilfælde af problemer under opsendelsen.

| Rumfart | Spire Denne artikel om rumfart er en spire som bør udbygges. Du er velkommen til at hjælpe Wikipedia ved at udvide den. |